# 천안 성불사
천안 성불사(天安 成佛寺)는 대한민국 충청남도 천안시 안서동에 있는 사찰이다. 1984년 5월 17일 충청남도의 문화재자료 제10호로 지정되었다.

## 개요
태조산에 있는 절로, 고려 태조(재위 918~943) 때 도선국사가 처음 세웠다는 설이 있으나 정확하지 않다. 고려 목종 5년(1002)에 담혜가, 1398년에는 조선 태조가 무학대사의 권유로 고쳐 세웠다고 하는데 이 또한 정확하지 않다.
경내의 건물로는 중심 건물인 대웅전을 비롯하여 산신각, 스님들이 생활하는 요사채가 있다. 대웅전에는 불상이 안치되어 있지 않고, 유리창을 통하여 뒷편 암벽에 조각이 완성되지 않은 서있는 모습의 불상을 모시고 있다. 앞면 3칸·옆면 2칸 규모이며, 지붕은 옆면에서 볼 때 여덟 팔(八)자 모양인 팔작지붕으로 꾸몄다.
설화에 의하면 고려 도선이 이곳에 왔을 때 백학(白鶴) 한쌍이 대웅전 뒤쪽 암벽에 불상을 조각하고 날아간 자리에 성불사를 지었다고 한다. 실제로 암벽에는 희미하나마 불상이 새겨져 있다.

## 전하는 말
고려 초기 도선국사에 의해 세워진 사찰이라고 전한다. 전하는 말에 의하면 고려 태조 왕건은 왕위에 오른 후에 도선 국사에게 명하여 전국에 사찰을 세우게 하였다. 이때에 도선 국사가 이곳에 와 보니 백학 세 마리가 나아와 천연 암벽에 불상을 조성하다 완성하지 못하고 날아가 버렸다 한다. 이로 인하여 본 사찰을 성불사라 하였다 한다. 그후 여러차례 고쳐 지으면서 성불사라 부르게 되었다.
사찰의 규모는 작은 편이며, 특히 대웅전에는 불상이 안치되어 있지 않고 유리창을 통하여 뒷편 암벽에 조각이 완성되지 않은 서있는 모습을 불상을 모시고 있다. 이 외에 산신을 모신 산신각, 수명장수신인 북두칠성을 모신 칠성각, 승려들이 거쳐하는 요사 등이 있다.

## 같이 보기
- 도선국사

## 참고 문헌
- 《문화유적총람-사찰편》, 충청남도, 1990년
- 《충남지역의 문화유적》7집, 백제문화개발연구원, 1993년
- 《천안시지》, 천안시, 1997년
- 《충청남도지정문화재해설집》, 충청남도, 2001년

## 참고 자료
- 성불사 - 국가유산청 국가유산포털